# Chris Moors
Christiaan Chris Moors (Vlijtingen, 4 augustus 1935) is een voormalig Belgisch politicus van de CVP.

## Levensloop
Chris Moors was getrouwd met Maria Thijssen (1937-2005) en ze hadden verschillende kinderen. Hij werd politiek actief voor de CVP en was voor deze partij van 1977 tot 2000 gemeenteraadslid van Bilzen, waar hij van 1989 tot 1994 schepen was.
Van 1965 tot 1976 zetelde hij in de provincieraad van Limburg, waarna hij in 1976 voor het arrondissement Tongeren-Maaseik lid werd van de Kamer van volksvertegenwoordigers. In de Kamer zette hij zich in voor onderwijs en landbouw. Hij bleef lid van de Kamer tot in 1999. Van 1997 tot 1999 was hij quaestor van de Kamer. 
In de periode februari 1976-oktober 1980 zetelde hij als gevolg van het toen bestaande dubbelmandaat ook in de Cultuurraad voor de Nederlandse Cultuurgemeenschap, die op 7 december 1971 werd geïnstalleerd. Vanaf 21 oktober 1980 tot mei 1995 was hij lid van de Vlaamse Raad, de opvolger van de Cultuurraad en de voorloper van het huidige Vlaams Parlement. Van december 1985 tot mei 1995 maakte hij als secretaris deel uit van het Bureau (dagelijks bestuur) van de Vlaamse Raad. Hij was van 1997 tot 1998 ook voorzitter van het Benelux-parlement en na zijn politiek pensioen werd hij voorzitter van de vereniging van Senioren CD&V-Limburg.
Hij is daarnaast ook voorzitter van het Katholiek Onderwijs Dekenaat Bilzen (KODB) en bestuurder van de vzw Katholieke Hogeschool Limburg in Diepenbeek. Beroepshalve was hij docent aan de Katholieke Industriële Hogeschool Limburg.
Zijn dochter Inge Moors was schepen in Bilzen en werd in 2012 bestendig afgevaardigde voor de provincie Limburg.